# طرطيع شجيري
طرطيع شجيري (الاسم العلمي:Schanginia arbuscula) هو نوع غير مؤكد من النباتات يتبع جنس الطرطيع من الفصيلة القطيفية.